# Sleeping disease der Krabben
Die sleeping disease ist eine durch Viren verursachte Erkrankung der Krabben, die durch starke Abgeschlagenheit gekennzeichnet ist. Die Erkrankung spielt insbesondere in Aquakulturen von Geriffelten Mangrovenkrabben (Scylla serrata) und Scylla paramamosain in der Provinz Guangdong (China) eine größere Rolle. Sie wurde dort 2007 erstmals beschrieben und verursacht schwere wirtschaftliche Verluste.
Hauptauslöser ist das Mud crab reovirus (MCRV), ein Reovirus. Auch das mud crab dicistrovirus (MCDV) und das mud crabtombus-like virus (MCTV) können ähnliche Krankheitsverläufe auslösen. Bei MCRV-Infektionen treten eine Atrophie des Hepatopankreas und eine Grauverfärbung auf, bei höheren Wassertemperaturen kommt es zu Todesfällen. Die Mortalität beträgt bei experimentellen Infektionen 80 bis 100 %, bei Infektionen mit MCDV 100 %. Die Mortalität des MCTV ist bislang unbekannt.